# Hemimyzon khonensis
Hemimyzon khonensis är en fiskart som beskrevs av Maurice Kottelat 2000. Hemimyzon khonensis ingår i släktet Hemimyzon och familjen grönlingsfiskar. IUCN kategoriserar arten globalt som otillräckligt studerad. Inga underarter finns listade i Catalogue of Life.